# Peter acosado
Peter-assment es el decimocuarto episodio de la Octava serie de televisión animada Padre de familia. Se transmitió originalmente por Fox en los Estados Unidos el 21 de marzo de 2010. El título del episodio, al igual que la cuarta Temporada con Peterotica y Petergeist, es una acrónimo entre "Peter" y "acoso". Peter después de que él se convierte en un paparazzo y empieza a molestar a los ciudadanos y las celebridades locales en Quahog rompe sus gafas.Peter se convierte en el blanco de la lujuria sexual por su jefa en la cervecería Pawtucket, Angela, que lo encuentra atractivo sin sus gafas . Continuamente negándose a tener relaciones con ella, Peter intenta evitar Angela, pero ella lo despide e intenta un suicidio, dejándolo sin otra opción que reconocer sus profundamente arraigados deseos sexuales.
El episodio fue escrito por Chris Sheridan y dirigido por Julius Wu. Ha recibido críticas mixtas de los críticos en su mayoría por su historia y muchas referencias culturales, además de recibir algunas críticas por parte de la familia de Terri Schiavo por su acto de apertura. De acuerdo con Nielsen, fue visto en 6,65 millones hogares en su emisión original. El episodio contó con las actuaciones especiales de Max Burkholder, Richard Dreyfuss, Carrie Fisher, Jim Goldenberg, Max Hodges, Maurice Lamont, Harvey Levin, Jack Samson, Will Shadley, Anthony Skillman y Steve Urquilla, junto con varios actores de voz recurentes para la serie.

## Argumento
Asistiendo una obra de teatro que se celebra en el preescolar la pequeña almeja acerca de Terri Schiavo, la familia Griffin espera con impaciencia para ver Stewie aparecer en el papel protagonista de "The Plug". Sucumbiendo al miedo escénico, sin embargo, Stewie se moja, y comienza a llorar, con Peter grabándolo todo en la cinta de vídeo. Desplazando la cámara a otra fila en el auditorio, Peter ve al actor Richard Dreyfuss, y comienza a grabarlo, mientras que él se molesta con las preguntas personales. Decidiendo vender el vídeo a TMZ, Peter se vuelve rápidamente cautivado con ser un Paparazzi, y decide comprar una cámara de vídeo de nivel profesional. Entonces comienza a grabar otras celebridades de la ciudad, incluyendo a Tom Tucker, el alcalde Adam West, y Ollie Williams, este último quien rompe la cámara de Peter, así como las gafas. Debido a que no es posible corregirlos a tiempo para trabajar al día siguiente, decide usar lentes de contacto en su lugar. Una vez que se llega al trabajo, su jefa, Angela, nota algo diferente en su aspecto y desarrolla una atracción sexual por él. Angela comienza golpeando a Peter, ordenándolo hacer varios favores sexuales extraños para ella. Esto culmina en la invitación a Peter a su casa una noche, que Peter se da cuenta de que es un intento de tener relaciones sexuales con él.Peter teme de ir en contra de su voluntad, como resultado de ser despedido, y se compromete a visitar Angela. Entonces se alista a su vecino, Quagmire, para ir con él, y se esconde dentro de la ropa de Peter, pensando en tener relaciones sexuales con Angela, en el lugar de Peter. Pronto se echa atrás, sin embargo, cuando encuentra a Angela ser poco atractiva, lo que lleva a Peter a que se niegan a tener relaciones sexuales con ella, y finalmente fue despedido de su puesto de trabajo.
toma la decisión de beber lejos sus penas, Peter comienza a ver una vieja película con Robert Mitchum, en el que golpea a una mujer. Mitchum entonces se rompe la cuarta pared y le dice a Peter a ponerse de pie por sí mismo. Decidiendo recurrir a la violencia física en contra de Angela, Peter conduce a su casa y descubre que su jefa intenta suicidarse en su garaje por la inhalación de los gases de escape de su coche. Rápidamente la resucitar , Angela confiesa que no tiene esperanza en la vida, después de no haber estado con otro hombre desde hace más de diez años. Decidiendo ayudarla a salir para buscarle una cita con otro hombre, Peter se disfraza de un inglés de la alta sociedad llamado "Reginald". Los dos entonces salen a cenar juntos, Angela lleva a Reginald de regreso a la casa y trata de seducirlo, sin dejar de amenazar con suicidarse si él se niega. Peter, como Reginald, acepta a regañadientes, reavivando su voluntad de vivir. Cuando Reiganld trata de irse, descubre que Angela sabe que en realidad es Peter, y ella lo recontrata. Más tarde, en The Drunken Clam con Quagmire y Joe, Peter le revela que en realidad había pagado secretamente Mort Goldman a tener relaciones sexuales con su jefa.

## Producción y desarrollo

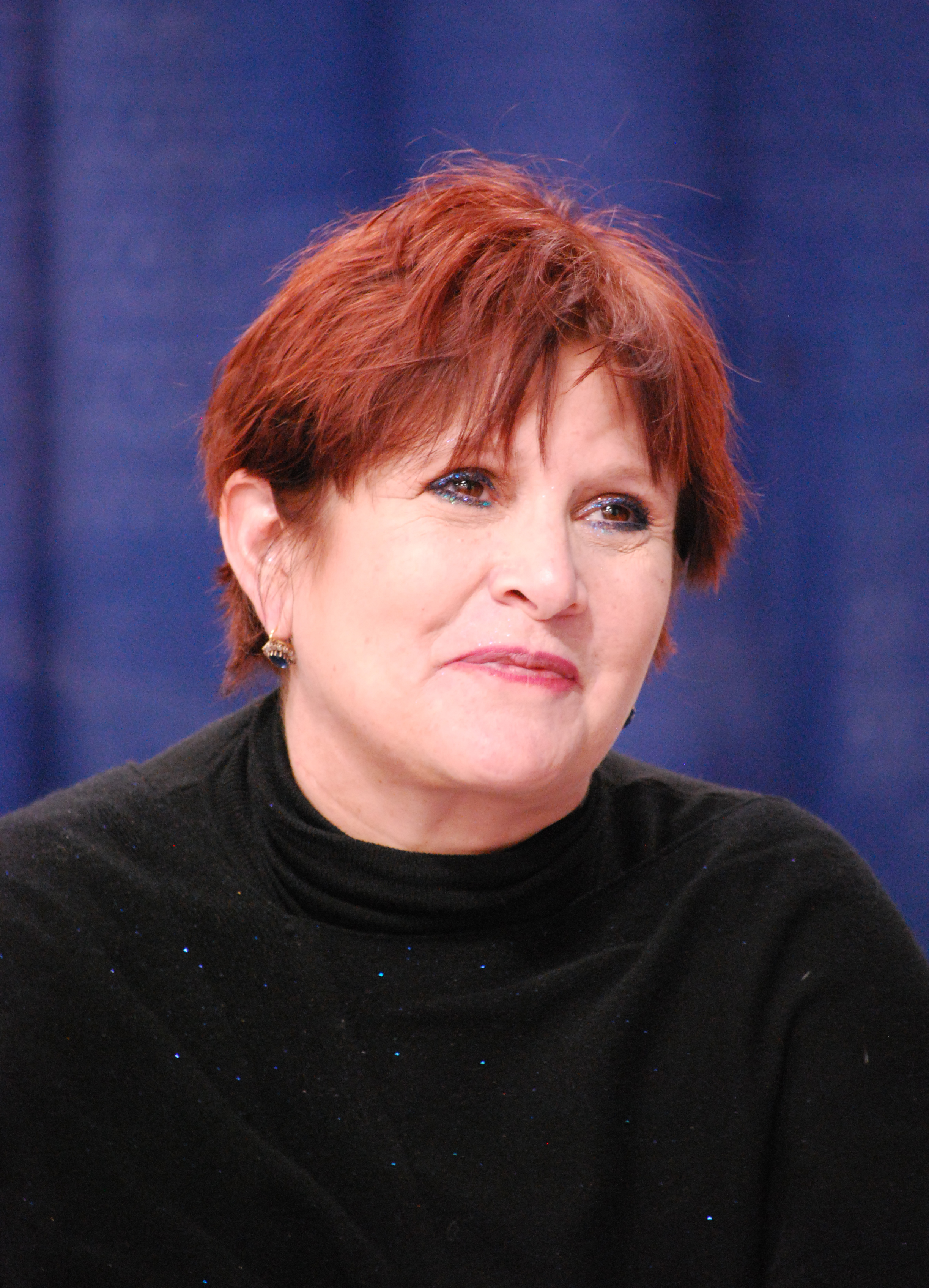
Carrie Fisher regresó como la jefa de Peter, Angela.

El episodio fue escrito por el productor ejecutivo de Padre de familia Chris Sheridan, quién se unió en la primera temporada escribiendo el segundo episodio "I Never Met the Dead Man". Fue dirigido por Julius Wu quién previamente se unió en la quinta temporada con el episodio "The Tan Aquatic with Steve Zissou". Peter Shin y James Purdum trabajaron como directores de supervisión, con Andrew Goldberg y Alex Carter trabajando como equipo editorial para el episodio. Walter Murphy, quién ha estado en la serie desde el inicio, volvió a componer la música para "Peter-assment". La actriz Carrie Fisher quien es famosa por interpretar a la princesa Leia en Star Wars, se unió a la serie como la jefa de Peter, Angela, en la cuarta temporada en el episodio "Jungle Love". Fisher ha sido altamente elogiada por el desempeño de su personaje,The Hollywood Reporter la calificó como una de los "5 roles más épicos".

## Recepción
"Peter-assment" se emitió el 21 de marzo de 2010, como parte de la noche animada de Fox, y fue precedido por Los Simpson y el spin-off de Padre de familia, The Cleveland Show y fue seguido por Sons of Tucson. Fue visto por 6,65 millones de espectadores, según Nielsen, a pesar de emitirse simultáneamente con Desperate Housewives de ABC, The Amazing Race en la CBS y Celebrity Apprentice de la NBC.El episodio también adquirió una calificación de 3,5 / 8 en el grupo demográfico 18-49, superando a Los Simpsons, The Cleveland Show y Sons of Tucson, además significativamente superando a los tres shows en audiencia total. Los índices de audiencia del episodio disminuyeron ligeramente del episodio de la semana anterior: "Go Stewie Go".